# The Older I Get
The Older I Get è un EP del gruppo musicale statunitense Skillet, pubblicato nel 2006.

## Tracce
1. The Older I Get (Rock Radio mix) – 3:39
2. The Older I Get (versione acustica) – 3:29
3. Yours to Hold (versione acustica) – 3:42
4. The Older I Get (video, edited from studio footage) – 3:40

## Formazione
- Lori Peters - batteria
- Ben Kasica - chitarra elettrica e acustica
- Korey Cooper - tastiere, pianoforte
- John L. Cooper - voce, basso